# شريان منعطف حرقفي عميق
شريان منعطف حرقفي عميق هو فرع من شريان حرقفي ظاهر.